# Teroristični napad v gledališču Dubrovka
Teroristični napad v gledališču Dubrovka se je začel 23. oktobra 2002, ko je približno 40 čečenskih teroristov vstopilo v moskovsko gledališče med predstavo muzikala Nord-Ost in vzelo igralce ter publiko za talce (vseh talcev je bilo več kot 700). Zahtevali so takojšen umik ruske vojske iz Čečenije. Teroristi Čečenskih mučenikov (od katerih je bila približno polovica žensk) so nosili eksploziv, ki bi ga najverjetneje sprožili v primeru poskusa osvoboditve talcev. Od talcev so izpustili le muslimane, nekaj otrok ter moškega, ki je imel težave s srcem, zadržali pa so vse tujce.
Posebne enote Specnaza so čez tri dni zjutraj skozi jaške v dvorano spustile plin, ki naj bi omamil teroriste. Nato so izvedli vpad, v katerem naj bi po uradnih ocenah ubili vse teroriste, zaradi posledic delovanja plina pa je umrlo tudi približno 130 talcev (od tega so dva ubili teroristi med poskusom pobega).
Oblasti so nekaj časa skrivale podatke o vrsti uporabljenega plina, zato zdravniki tudi niso vedeli s čim imajo opravka, zaradi česar so se pojavile kritike na račun ruske vlade in varnostnih sil.